# Lagny-sur-Marne
 Lagny-sur-Marne  es una población y comuna francesa, en la región de Isla de Francia, departamento de Sena y Marne, en el distrito de Torcy. Es el chef-lieu del cantón de su nombre.

## Geografía
El municipio de Lagny se extiende entre el valle del Marne y el principio de la bandeja de Brie.
Lagny está situado a 28 km al este de París. Su altitud es de aproximadamente 44 m. El municipio está servido por la estación de Lagny-Thorigny.

## Ciudades hermanadas
- Alnwick, Inglaterra, Reino Unido
- Haslach im Kinzigtal, Baden-Wurtemberg, Alemania
- Sainte-Agathe-des-Monts, Quebec, Canadá
- Mira (Coimbra), Distrito de Coímbra, Portugal

## Demografía
| 1 607                     | 1 745 | 1 786 | 1 753 | 1 869 | 2 029 | 2 212 | 2 407 | 2 716 | 2 817 | 3 458 | 3 988 | 3 999 | 4 272 | 4 621 | 4 990 | 4 998 | 5 341 | 5 442 | 5 560 | 5 880 | 6 302 | 6 936 | 7 642 | 8 310 | 7 960 | 8 982 | 11 945 | 15 743 | 16 465 | 17 959 | 18 643 | 19 358 | 20 086 | 20 401 |
| (Fuente: INSEE y Cassini) |       |       |       |       |       |       |       |       |       |       |       |       |       |       |       |       |       |       |       |       |       |       |       |       |       |       |        |        |        |        |        |        |        |        |